# Ирмес (село)
Ирмес — село в Гаврилово-Посадском районе Ивановской области, входит в Гаврилово-Посадское городское поселение.

## История
В 1981 году указом Президиума Верховного Совета РСФСР поселок 1-го участка совхоза «Гаврилово-Посадский» переименован в Ирмес.

## Население
| 2010 |
| ---- |
| 227  |